# Mistrzostwa Europy w Lekkoatletyce 2010 – siedmiobój kobiet
Siedmiobój kobiet – jedna z konkurencji rozegranych podczas lekkoatletycznych mistrzostw Europy na Estadi Olímpic Lluís Companys w Barcelonie.
W konkurencji rywalizowała jdena reprezentantka Polski: Karolina Tymińska.

## Rezultaty
| WR - rekord świata \| CR - rekord mistrzostw \| NR - rekord kraju \| AR - rekord kontynentu                    |
| SB - najlepszy wynik w sezonie \| WL - najlepszy tegoroczny wynik na listach światowych \| PB - rekord życiowy |

Do rywalizacji przystąpiło 26 zawodniczek.

### I konkurencja, bieg na 100 m przez płotki

#### Bieg 1
| Miejsce | Tor | Zawodniczka                    | Reprezentacja | Czas  | Uwagi | Punkty |
| ------- | --- | ------------------------------ | ------------- | ----- | ----- | ------ |
| 1       | 4   | Natala Dobrynska               | Ukraina       | 13.59 | SB    | 1037   |
| 2       | 7   | Jessica Samuelsson             | Szwecja       | 14.28 |       | 939    |
| 3       | 2   | Jana Maksimawa                 | Białoruś      | 14.40 | SB    | 923    |
| 4       | 5   | Eliška Klučinová               | Czechy        | 14.42 |       | 920    |
| 5       | 6   | Nadja Casadei                  | Szwecja       | 14.43 |       | 918    |
| 6       | 1   | Ida Marcussen                  | Norwegia      | 14.56 | SB    | 901    |
| 7       | 3   | Helga Margrét Thorsteinsdóttir | Islandia      | 14.95 |       | 848    |
|         | 8   | Jolanda Keizer                 | Holandia      | DSQ   |       | -      |

#### Bieg 2
| Miejsce | Tor | Zawodniczka       | Reprezentacja | Czas  | Uwagi | Punkty |
| ------- | --- | ----------------- | ------------- | ----- | ----- | ------ |
| 1       | 3   | Karolina Tymińska | Polska        | 13.54 | PB    | 1044   |
| 2       | 4   | Sofía Ifadídou    | Grecja        | 13.60 | SB    | 1036   |
| 3       | 5   | Bárbara Hernando  | Hiszpania     | 13.69 | PB    | 1023   |
| 4       | 2   | Grit Šadeiko      | Estonia       | 13.84 | SB    | 1001   |
| 5       | 6   | Ludmyła Josypenko | Ukraina       | 13.94 |       | 987    |
| 6       | 8   | Claudia Rath      | Niemcy        | 13.96 | PB    | 984    |
| 7       | 1   | Aryiró Stratáki   | Grecja        | 14.03 |       | 974    |
| 8       | 9   | Marina Gonczarowa | Rosja         | 14.04 |       | 973    |
| 9       | 7   | Jana Pantielejewa | Rosja         | 14.29 |       | 938    |

#### Bieg 3
| Miejsce | Tor | Zawodniczka            | Reprezentacja   | Czas  | Uwagi | Punkty |
| ------- | --- | ---------------------- | --------------- | ----- | ----- | ------ |
| 1       | 4   | Jessica Ennis          | Wielka Brytania | 12.95 |       | 1132   |
| 2       | 6   | Jennifer Oeser         | Niemcy          | 13.37 | PB    | 1069   |
| 3       | 3   | Sara Aerts             | Belgia          | 13.38 |       | 1068   |
| 4       | 1   | Antoinette Nana Djimou | Francja         | 13.40 | SB    | 1065   |
| 5       | 9   | Maren Schwerdtner      | Niemcy          | 13.63 |       | 1031   |
| 6       | 5   | Tatjana Czernowa       | Rosja           | 13.73 |       | 1017   |
| 7       | 8   | Anna Melnyczenko       | Ukraina         | 13.84 |       | 1001   |
| 8       | 7   | Linda Züblin           | Szwajcaria      | 13.92 |       | 990    |
| 9       | 2   | Kateřina Cachová       | Czechy          | 13.96 |       | 984    |

### II konkurencja, skok wzwyż
| Miejsce | Zawodniczka                    | Reprezentacja   | Rezultat | Punkty | Uwagi |
| ------- | ------------------------------ | --------------- | -------- | ------ | ----- |
| 1       | Jessica Ennis                  | Wielka Brytania | 1.89     | 1093   |       |
| 2       | Ludmyła Josypenko              | Ukraina         | 1.86     | 1054   | SB    |
| 3       | Anna Melnyczenko               | Ukraina         | 1.86     | 1054   | =PB   |
| 4       | Natala Dobrynska               | Ukraina         | 1.86     | 1054   | =PB   |
| 5       | Jana Maksimawa                 | Białoruś        | 1.83     | 1016   |       |
| 6       | Jennifer Oeser                 | Niemcy          | 1.83     | 1016   | SB    |
| 7       | Tatjana Czernowa               | Rosja           | 1.83     | 1016   | SB    |
| 8       | Marina Gonczarowa              | Rosja           | 1.83     | 1016   | PB    |
| 9       | Eliška Klučinová               | Czechy          | 1.80     | 978    |       |
| 9       | Jana Pantielejewa              | Rosja           | 1.80     | 978    | PB    |
| 11      | Claudia Rath                   | Niemcy          | 1.80     | 978    | SB    |
| 12      | Kateřina Cachová               | Niemcy          | 1.77     | 941    |       |
| 13      | Sara Aerts                     | Belgia          | 1.74     | 903    | SB    |
| 13      | Ida Marcussen                  | Norwegia        | 1.74     | 903    |       |
| 15      | Jessica Samuelsson             | Szwecja         | 1.74     | 903    | SB    |
| 15      | Maren Schwerdtner              | Niemcy          | 1.74     | 903    | SB    |
| 15      | Karolina Tymińska              | Polska          | 1.74     | 903    | SB    |
| 18      | Jolanda Keizer                 | Holandia        | 1.74     | 903    | =SB   |
| 19      | Sofia Iadídou                  | Grecja          | 1.71     | 867    | PB    |
| 19      | Grit Šadeiko                   | Estonia         | 1.71     | 867    | =PB   |
| 21      | Antoinette Nana Djimou Ida     | Francja         | 1.71     | 867    |       |
| 21      | Aryiró Stratáki                | Grecja          | 1.71     | 867    |       |
| 23      | Bárbara Hernando               | Hiszpania       | 1.68     | 830    | PB    |
| 24      | Helga Margrét Thorsteinsdóttir | Islandia        | 1.65     | 795    |       |
| 25      | Linda Züblin                   | Szwajcaria      | 1.62     | 759    | SB    |
| -       | Nadja Casadei                  | Szwecja         |          |        | DNS   |

### III konkurencja, pchnięcie kulą
| Miejsce | Zawodniczka                    | Reprezentacja   | #1    | #2    | #3    | Rezultat | Punkty | Uwagi |
| ------- | ------------------------------ | --------------- | ----- | ----- | ----- | -------- | ------ | ----- |
| 1       | Natala Dobrynska               | Ukraina         | 15.88 | 15.01 | 15.48 | 15.88    | 920    | SB    |
| 2       | Jolanda Keizer                 | Holandia        | 13.71 | 14.93 | 14.97 | 14.97    | 859    |       |
| 3       | Jessica Samuelsson             | Szwecja         | 13.88 | 14.29 | 14.20 | 14.29    | 813    |       |
| 4       | Karolina Tymińska              | Polska          | 13.57 | 14.08 | X     | 14.08    | 799    |       |
| 5       | Eliška Klučinová               | Czechy          | 14.05 | 13.10 | 14.01 | 14.05    | 797    |       |
| 6       | Jessica Ennis                  | Wielka Brytania | 13.49 | 13.11 | 14.05 | 14.05    | 797    |       |
| 7       | Jana Pantielejewa              | Rosja           | 13.78 | 13.85 | 13.59 | 13.85    | 784    |       |
| 8       | Tatjana Czernowa               | Rosja           | 13.47 | 13.82 | 13.35 | 13.82    | 782    | PB    |
| 9       | Jennifer Oeser                 | Niemcy          | 13.31 | 12.71 | 13.82 | 13.82    | 782    | SB    |
| 10      | Antoinette Nana Djimou Ida     | Francja         | 12.99 | 13.67 | 13.39 | 13.67    | 772    |       |
| 11      | Maren Schwerdtner              | Niemcy          | 13.56 | X     | X     | 13.56    | 765    |       |
| 12      | Anna Melnyczenko               | Ukraina         | 12.89 | 13.28 | 12.98 | 13.28    | 746    | SB    |
| 13      | Aryiró Stratáki                | Grecja          | 13.20 | 13.18 | X     | 13.20    | 741    |       |
| 14      | Sara Aerts                     | Belgia          | 12.79 | 12.83 | 13.13 | 13.13    | 736    |       |
| 15      | Marina Gonczarowa              | Rosja           | 13.09 | 13.12 | 13.00 | 13.12    | 735    |       |
| 16      | Jana Maksimawa                 | Białoruś        | 13.10 | 12.99 | X     | 13.10    | 734    |       |
| 17      | Linda Züblin                   | Szwajcaria      | 12.63 | 13.05 | 12.35 | 13.05    | 731    |       |
| 18      | Ludmyła Josypenko              | Ukraina         | X     | 12.08 | 12.98 | 12.98    | 726    |       |
| 19      | Ida Marcussen                  | Norwegia        | X     | 12.45 | 12.77 | 12.77    | 712    |       |
| 20      | Helga Margrét Thorsteinsdóttir | Islandia        | 12.44 | 12.74 | X     | 12.74    | 710    |       |
| 21      | Sofia Iadídou                  | Grecja          | 12.25 | 12.08 | 12.59 | 12.59    | 700    |       |
| 22      | Claudia Rath                   | Niemcy          | 12.41 | 12.12 | 12.18 | 12.41    | 688    | PB    |
| 23      | Bárbara Hernando               | Hiszpania       | 12.05 | 11.50 | X     | 12.05    | 664    | PB    |
| 24      | Kateřina Cachová               | Czechy          | 10.61 | 11.25 | 11.07 | 11.25    | 612    | SB    |
| 25      | Grit Šadeiko                   | Estonia         | 10.38 | 10.78 | 10.35 | 10.78    | 581    |       |
| DNS     | Nadja Casadei                  | Szwecja         | -     | -     | -     | -        | -      |       |

### IV konkurencja, bieg na 200 m

#### Bieg 1
| Miejsce | Tor | Zawodniczka                    | Reprezentacja | Czas  | Punkty | Uwagi |
| ------- | --- | ------------------------------ | ------------- | ----- | ------ | ----- |
| 1       | 7   | Jessica Samuelsson             | Szwecja       | 24.53 | 930    |       |
| 2       | 1   | Grit Šadeiko                   | Estonia       | 24.99 | 888    |       |
| 3       | 3   | Jana Pantielejewa              | Rosja         | 25.34 | 856    | PB    |
| 4       | 2   | Bárbara Hernando               | Hiszpania     | 25.98 | 799    |       |
| 5       | 4   | Jana Maksimawa                 | Białoruś      | 26.03 | 795    |       |
| -       | 5   | Helga Margrét Thorsteinsdóttir | Islandia      | -     |        | DNS   |
| -       | 6   | Nadja Casadei                  | Szwecja       | -     |        | DNS   |
| -       | 8   | Jolanda Keizer                 | Holandia      | -     |        | DNS   |

#### Bieg 2
| Miejsce | Tor | Zawodniczka            | Reprezentacja | Czas  | Punkty | Uwagi |
| ------- | --- | ---------------------- | ------------- | ----- | ------ | ----- |
| 1       | 7   | Natala Dobrynska       | Ukraina       | 24.23 | 959    | PB    |
| 2       | 6   | Maren Schwerdtner      | Niemcy        | 24.37 | 945    | SB    |
| 3       | 5   | Kateřina Cachová       | Czechy        | 24.76 | 909    | PB    |
| 4       | 3   | Antoinette Nana Djimou | Francja       | 24.97 | 890    |       |
| 5       | 4   | Eliška Klučinová       | Czechy        | 25.09 | 879    |       |
| 6       | 8   | Ida Marcussen          | Norwegia      | 25.20 | 869    | SB    |
| 7       | 2   | Aryiró Stratáki        | Grecja        | 24.43 | 848    |       |
| 8       | 1   | Sofía Ifadídou         | Grecja        | 25.58 | 834    |       |
| 9       | 9   | Marina Gonczarowa      | Rosja         | 25.61 | 832    |       |

#### Bieg 3
| Miejsce | Tor | Zawodniczka       | Reprezentacja   | Czas  | Punkty | Uwagi |
| ------- | --- | ----------------- | --------------- | ----- | ------ | ----- |
| 1       | 3   | Jessica Ennis     | Wielka Brytania | 23.21 | 1058   | SB    |
| 2       | 6   | Karolina Tymińska | Polska          | 23.77 | 1003   | SB    |
| 3       | 8   | Jennifer Oeser    | Niemcy          | 24.07 | 974    | PB    |
| 4       | 9   | Tatjana Czernowa  | Rosja           | 24.15 | 966    | SB    |
| 5       | 4   | Claudia Rath      | Niemcy          | 24.55 | 929    |       |
| 6       | 5   | Sara Aerts        | Belgia          | 24.62 | 922    |       |
| 7       | 1   | Ludmyła Josypenko | Ukraina         | 24.63 | 921    | SB    |
| 8       | 2   | Anna Melnyczenko  | Ukraina         | 24.83 | 902    |       |
| 9       | 7   | Linda Züblin      | Szwajcaria      | 25.06 | 881    |       |

### V konkurencja, skok w dal
| Miejsce | Zawodniczka                    | Reprezentacja   | Rezultat | Punkty | Uwagi |
| ------- | ------------------------------ | --------------- | -------- | ------ | ----- |
| 1       | Jennifer Oeser                 | Niemcy          | 6.68     | 1066   | PB    |
| 2       | Natala Dobrynska               | Ukraina         | 6.56     | 1027   | SB    |
| 3       | Claudia Rath                   | Niemcy          | 6.44     | 988    |       |
| 4       | Jessica Ennis                  | Wielka Brytania | 6.43     | 985    |       |
| 5       | Tatjana Czernowa               | Rosja           | 6.42     | 981    |       |
| 6       | Maren Schwerdtner              | Niemcy          | 6.34     | 956    | PB    |
| 7       | Ida Marcussen                  | Norwegia        | 6.30     | 943    | =SB   |
| 8       | Eliška Klučinová               | Czechy          | 6.30     | 943    | PB    |
| 9       | Jessica Samuelsson             | Szwecja         | 6.26     | 930    |       |
| 10      | Jana Pantielejewa              | Rosja           | 6.23     | 921    |       |
| 11      | Sara Aerts                     | Belgia          | 6.17     | 902    | SB    |
| 12      | Ludmyła Josypenko              | Ukraina         | 6.14     | 893    |       |
| 13      | Kateřina Cachová               | Niemcy          | 6.12     | 887    | SB    |
| 14      | Karolina Tymińska              | Polska          | 6.11     | 883    |       |
| 15      | Grit Šadeiko                   | Estonia         | 6.10     | 880    |       |
| 16      | Marina Gonczarowa              | Rosja           | 6.06     | 868    |       |
| 17      | Linda Züblin                   | Szwajcaria      | 5.99     | 846    | SB    |
| 18      | Sofia Iadídou                  | Grecja          | 5.89     | 816    |       |
| 19      | Aryiró Stratáki                | Grecja          | 5.82     | 795    |       |
| 20      | Bárbara Hernando               | Hiszpania       | 5.67     | 750    |       |
| 21      | Jana Maksimawa                 | Białoruś        | 5.61     | 732    |       |
| 22      | Antoinette Nana Djimou Ida     | Francja         | 5.45     | 686    |       |
| -       | Anna Melnyczenko               | Ukraina         |          |        | NM    |
| -       | Jolanda Keizer                 | Holandia        |          |        | DNS   |
| -       | Helga Margrét Thorsteinsdóttir | Islandia        |          |        | DNS   |

### VI konkurencja, rzut oszczepem
| Miejsce | Zawodniczka        | Reprezentacja   | #1    | #2    | #3    | Rezultat | Punkty | Uwagi |
| ------- | ------------------ | --------------- | ----- | ----- | ----- | -------- | ------ | ----- |
| 1       | Sofia Ifadídou     | Grecja          | 52.52 | 51.36 | x     | 51.36    | 909    | SB    |
| 2       | Tatjana Czernowa   | Rosja           | 41.88 | 50.22 | 48.18 | 50.22    | 864    |       |
| 3       | Marina Gonczarowa  | Rosja           | 42.85 | 49.47 | x     | 49.47    | 850    |       |
| 4       | Linda Züblin       | Szwajcaria      | 47.14 | 49.36 | 47.17 | 49.36    | 848    |       |
| 5       | Natala Dobrynska   | Ukraina         | 45.75 | 49.25 | 47.04 | 49.25    | 846    | PB    |
| 6       | Jennifer Oeser     | Niemcy          | 49.17 | 47.45 | 45.60 | 49.17    | 844    | PB    |
| 7       | Ludmyła Josypenko  | Ukraina         | 37.27 | 46.92 | 38.57 | 46.92    | 801    |       |
| 8       | Jessica Ennis      | Wielka Brytania | 46.71 | 45.28 | 45.71 | 46.71    | 796    | PB    |
| 9       | Ida Marcussen      | Norwegia        | 38.01 | 45.09 | 45.44 | 45.44    | 772    |       |
| 10      | Grit Šadeiko       | Estonia         | 40.16 | 45.27 | x     | 45.27    | 769    |       |
| 10      | Maren Schwerdtner  | Niemcy          | 39.21 | 45.27 | 41.61 | 45.27    | 769    | SB    |
| 12      | Eliška Klučinová   | Czechy          | 43.90 | 44.07 | 38.71 | 44.07    | 746    |       |
| 13      | Kateřina Cachová   | Czechy          | 34.63 | 42.22 | 39.03 | 42.22    | 710    | SB    |
| 14      | Aryiró Stratáki    | Grecja          | 41.88 | 40.84 | 39.96 | 41.88    | 703    |       |
| 15      | Jana Pantielejewa  | Rosja           | 41.67 | x     | x     | 41.67    | 699    |       |
| 16      | Jana Maksimawa     | Białoruś        | 39.19 | 40.65 | 41.29 | 41.29    | 692    |       |
| 17      | Sara Aerts         | Belgia          | 40.30 | 36.35 | 38.45 | 40.30    | 673    | =PB   |
| 18      | Claudia Rath       | Niemcy          | 38.88 | 39.13 | x     | 39.13    | 651    |       |
| 19      | Jessica Samuelsson | Szwecja         | 35.43 | 38.61 | x     | 38.61    | 641    | PB    |
| 20      | Anna Melnyczenko   | Ukraina         | x     | x     | 37.87 | 37.87    | 626    |       |
| 21      | Bárbara Hernando   | Hiszpania       | 35.25 | 33.50 | 35.84 | 35.84    | 588    |       |
| 22      | Karolina Tymińska  | Polska          | 31.98 | 35.43 | 34.02 | 35.43    | 580    | SB    |

### VII konkurencja, bieg na 800 m

#### Bieg 1
| Miejsce | Tor | Zawodniczka        | Reprezentacja | Czas    | Punkty | Uwagi |
| ------- | --- | ------------------ | ------------- | ------- | ------ | ----- |
| 1       | 2   | Karolina Tymińska  | Polska        | 2:06.43 | 1018   | SB    |
| 2       | 4   | Jessica Samuelsson | Szwecja       | 2:08.25 | 990    |       |
| 3       | 7   | Jana Maksimawa     | Białoruś      | 2:11.29 | 946    | PB    |
| 4       | 8   | Ida Marcussen      | Norwegia      | 2:12.46 | 929    | SB    |
| 5       | 5   | Jana Pantielejewa  | Rosja         | 2:15.69 | 883    |       |
| 6       | 6   | Sara Aerts         | Belgia        | 2:15.90 | 880    | PB    |
| 7       | 9   | Kateřina Cachová   | Czechy        | 2:16.79 | 868    | SB    |
| 8       | 1   | Linda Züblin       | Szwajcaria    | 2:17.54 | 857    |       |
| 9       | 3   | Sofia Ifadídou     | Grecja        | 2:18.64 | 842    |       |
| 10      | 1   | Grit Šadeiko       | Estonia       | 2:23.64 | 775    |       |

#### Bieg 2
| Miejsce | Tor | Zawodniczka       | Reprezentacja   | Czas    | Punkty | Uwagi |
| ------- | --- | ----------------- | --------------- | ------- | ------ | ----- |
| 1       | 4   | Jessica Ennis     | Wielka Brytania | 2:10.18 | 962    | SB    |
| 2       | 7   | Natala Dobrynska  | Ukraina         | 2:12.06 | 935    | PB    |
| 3       | 5   | Jennifer Oeser    | Niemcy          | 2:12.28 | 932    | SB    |
| 4       | 1   | Eliška Klučinová  | Czechy          | 2:12.82 | 924    | PB    |
| 5       | 2   | Marina Gonczarowa | Rosja           | 2:13.66 | 912    |       |
| 6       | 9   | Claudia Rath      | Niemcy          | 2:15.24 | 889    |       |
| 7       | 3   | Tatjana Czernowa  | Rosja           | 2:15.45 | 886    |       |
| 8       | 6   | Ludmyła Josypenko | Ukraina         | 2:19.97 | 824    |       |
| 9       | 8   | Maren Schwerdtner | Niemcy          | 2:21.86 | 798    |       |

### Klasyfikacja końcowa
| Miejsce | Zawodniczka                    | Reprezentacja   | Punkty | Uwagi      |
| ------- | ------------------------------ | --------------- | ------ | ---------- |
|         | Jessica Ennis                  | Wielka Brytania | 6823   | CR, WL, PB |
|         | Natala Dobrynska               | Ukraina         | 6778   | PB         |
|         | Jennifer Oeser                 | Niemcy          | 6683   | PB         |
| 4       | Tatjana Czernowa               | Rosja           | 6512   |            |
| 5       | Karolina Tymińska              | Polska          | 6230   | SB         |
| 6       | Ludmyła Josypenko              | Ukraina         | 6206   |            |
| 7       | Eliška Klučinová               | Czechy          | 6187   |            |
| 8       | Marina Gonczarowa              | Rosja           | 6186   | SB         |
| 9       | Maren Schwerdtner              | Niemcy          | 6167   | PB         |
| 10      | Jessica Samuelsson             | Szwecja         | 6146   | PB         |
| 11      | Claudia Rath                   | Niemcy          | 6107   | PB         |
| 12      | Sara Aerts                     | Belgia          | 6084   | PB         |
| 13      | Jana Pantielejewa              | Rosja           | 6059   |            |
| 14      | Ida Marcussen                  | Norwegia        | 6029   | SB         |
| 15      | Sofia Iadídou                  | Grecja          | 6004   | PB         |
| 16      | Linda Züblin                   | Szwajcaria      | 5912   |            |
| 17      | Kateřina Cachová               | Czechy          | 5911   | PB         |
| 18      | Jana Maksimawa                 | Białoruś        | 5838   |            |
| 19      | Grit Šadeiko                   | Estonia         | 5761   |            |
|         | Aryiró Stratáki                | Grecja          | DNF    |            |
|         | Bárbara Hernando               | Hiszpania       | DNF    |            |
|         | Anna Melnyczenko               | Ukraina         | DNF    |            |
|         | Helga Margrét Thorsteinsdóttir | Islandia        | DNF    |            |
|         | Nadja Casadei                  | Szwecja         | DNF    |            |
|         | Antoinette Nana Djimou Ida     | Francja         | DNF    |            |
|         | Jolanda Keizer                 | Holandia        | DNF    |            |